# Phyllis Clinch
Phyllis E. M. Clinch (12 de septiembre de 1901 – 19 de octubre de 1984) fue una botánica, y bioquímica irlandesa, reconocida por su obra en el campo de los virus vegetales.
En 1923, la Dra. Clinch logró su licenciatura por el University College Dublin, con primeros honores de clase en botánica y química. A continuación, logró una beca y continuó estudiando en esa casa de altos estudios, obteniendo la maestría en 1924. Viajó para estudiar un PhD en fisiología vegetal en el Imperial College London especializándose en la bioquímica de Coniferales. Tras graduarse de su PhD, en 1928, fue asistente al profesorado de biología, en el University College, en Galway. En 1929, sería asistente de investigaciones para enfermedades virósicas vegetales, Departamento de Fitopatología, University College, Dublín. En 1949, se transfirió al Departamento de Botánica, y al año siguiente fue nombrada como conferencista en botánica.

## Obra
La Dra. Clinch es reconocida por su trabajo en las enfermedades degenerativas en las plantas de patata. Identificó virus en general, y virus sintomáticos que dañan las existencias de papa. El Departamento de Agricultura utilizó ese conocimiento para desarrollar patatas sin virus. También realizó trabajos sobre virus que afectan a los cultivos de tomate y remolacha azucarera.

## Honores[1]

### Membresías
Fue una de las primeras cuatro mujeres elegidas miembros de la Real Academia de Irlanda (RIA) en 1949.

### Premios
Se le otorgó la medalla Boyle en 1961. Y, fue la primera mujer en recibir ese premio.